# Jack Quaid
Jack Henry Quaid (Los Angeles, 24 aprile 1992) è un attore statunitense.
È noto principalmente per il ruolo di Hughie Campbell nella serie televisiva The Boys (dal 2019) e per prestare la voce al personaggio di Brad Boimler nella serie animata Star Trek: Lower Decks (dal 2020), del franchise di Star Trek. Ha inoltre prestato la voce a Superman, nella serie animata My Adventures with Superman (dal 2023), e a una variante dell'Uomo Ragno, nel film d'animazione Spider-Man: Across the Spider-Verse (2023).

## Biografia
Jack Henry Quaid nasce a Los Angeles, in California, il 24 aprile 1992, figlio degli attori Meg Ryan e Dennis Quaid e nipote dell'attore Randy Quaid. Ha origini inglesi, polacche, scozzesi e irlandesi. Studia per tre anni alla Tisch School of the Arts dell'Università di New York.
Nel 2012 debutta nel film distopico postapocalittico Hunger Games, interpretando il ruolo di Marvel. Nella pellicola Marvel è uno dei tanti "tributi" antagonisti che cercano di eliminare la protagonista Katniss Everdeen, interpretata da Jennifer Lawrence. Tale personaggio è particolarmente odiato dai fan della saga perché, nel bel mezzo dell'avventura, uccide Rue, la piccola alleata di Katniss, nella pellicola interpretata da Amandla Stenberg. In un'intervista Quaid dichiara di essersi informato riguardo alle reazioni dei fan dopo aver visto la sua interpretazione nel film: "Mi è stato detto che la gente avrebbe voluto sputarmi addosso per le strade". Riprenderà ancora una volta il ruolo di Marvel in un cameo del sequel Hunger Games - La ragazza di fuoco nel 2013.
Dopo aver recitato in diversi cortometraggi e in alcuni film, nel 2016 è entrato nel cast della serie televisiva musicale Vinyl, interpretando il ruolo di Clark Morelle. Nel 2019 debutta come protagonista nella serie televisiva The Boys, tratta dall'omonima serie a fumetti. Qui vi interpreta il personaggio di Hughie Campbell, un ragazzo impacciato che si unisce ai Boys per vendicare la fidanzata uccisa da A-Train in un incidente, ma che finisce poi per instaurare una relazione con Starlight (Erin Moriarty).
Nel 2020 Jack Quaid presta la voce al guardiamarina Brad Boimler nella serie televisiva Star Trek: Lower Decks, seconda serie animata del franchise di Star Trek. Ha inoltre prestato la voce al personaggio anche nella webserie Star Trek Logs e, nel 2023, è apparso nella parte di Brad Boimler live-action nell'episodio crossover della serie Star Trek: Strange New Worlds, Tutti onorati scienziati (Those Old Scientists). Nel 2021 presta la voce al personaggio di Zen nella quarta puntata della miniserie televisiva fantasy Assolo (Solos), che ha per protagonista Morgan Freeman, venendo candidato ai Pena de Prata 2021 quale miglior cast in una miniserie o serie antologica o speciale televisivo.

## Vita privata
Dal 2016 al 2021 ha avuto una relazione con l'attrice Lizzy McGroder. Vive a Los Angeles. Dal 2022 è legato sentimentalmente all'attrice Claudia Doumit.

## Filmografia

### Attore

#### Cinema
- Hunger Games (The Hunger Games), regia di Gary Ross (2012)
- Just 45 Minutes from Broadway, regia di Henry Jaglom (2012)
- Sitting Babies, regia di Cameron Fay – cortometraggio (2012)
- Hunger Games - La ragazza di fuoco (The Hunger Games: Catching Fire), regia di Francis Lawrence (2013)
- It Don't Come Easy, regia di Sabrina Jaglom – cortometraggio (2013)
- Backyard Portal, regia di Mathew Roscoe – cortometraggio (2013)
- After Lilly, regia di Aaron Webman – cortometraggio (2013)
- Just Before I Go, regia di Courteney Cox (2014)
- Sperm and Egg, regia di Ingrid Eskeland – cortometraggio (2014)
- Running Wild, regia di Melanie Shaw (2015)
- Ithaca - L'attesa di un ritorno (Ithaca), regia di Meg Ryan (2015)
- Dinnr, regia di Brandon Baer – cortometraggio (2015)
- Scheme Squad, regia di Mike Cheslik – cortometraggio (2015)
- Vineland, regia di Alyssa Bennett (2016)
- Skinny Fat Girl, regia di Brandon Baer – cortometraggio (2016)
- It's Been Like a Year, regia di Cameron Fay – cortometraggio (2016)
- Tragedy Girls, regia di Tyler MacIntyre (2017)
- La truffa dei Logan (Logan Lucky), regia di Steven Soderbergh (2017)
- Rampage - Furia animale (Rampage), regia di Brad Peyton (2018)
- Plus One, regia di Jeff Chan e Andrew Rhymer (2019)
- Scream, regia di Matt Bettinelli-Olpin e Tyler Gillett (2022)
- Oppenheimer, regia di Christopher Nolan (2023)
- Companion, regia di Drew Hancock (2025)
- Mr. Morfina (Novocaine), regia di Dan Berk e Robert Olsen (2025)
- Capi di Stato in fuga (Heads of State), regia di Il'ja Najšuller (2025)

#### Televisione
- MRS – serie TV, episodio 1x02 (2013)
- Laughs – serie TV, episodio 1x01 (2014)
- Sasquatch Sketch Comedy – serie TV, 72 episodi (2014-2015)
- The Fantastic Adventures of Foolish Gentlemen – serie TV, episodio 1x02 (2016)
- Vinyl – serie TV, 10 episodi (2016)
- Workaholics – serie TV, episodio 7x10 (2017)
- The Boys – serie TV, 28 episodi (2019-2024)
- Star Trek: Strange New Worlds - serie TV, episodio 2x07 (2023) - Brad Boimler
- 5-Second Films - serie TV, episodio 1x42 (2023)

#### Videoclip
- Creedence Clearwater Revival Have You Ever Seen the Rain?, regia di Laurence Harlan Jacobs (2018)

### Doppiatore

#### Cinema
- Smallfoot - Il mio amico delle nevi (Smallfoot), regia di Karey Kirkpatrick e Jason Reisig (2018)
- Batman: The Long Halloween, Part One, regia di Chris Palmer (2021) - Alberto Falcone
- The Long Halloween, regia di Chris Palmer (2021) - Alberto Falcone
- Spider-Man: Across the Spider-Verse, regia di Joaquim Dos Santos, Kemp Powers e Justin K. Thompson (2023) - Peter Parker / Uomo Ragno
- Nice You Meet Me, regia di Tyler March ed Eric Paperth - cortometraggio (2023)

#### Televisione
- Harvey Girls per sempre! (Harvey Girls Forever!) – serie animata, 27 episodi (2019-2020)
- Star Trek: Lower Decks – serie animata, 40 episodi (2020-2023) - Brad Boimler
- Solar Opposites – serie animata, episodio 2x05 (2021)
- Assolo (Solos) – miniserie TV, puntata 4 (2021)
- Star Trek Logs - webserie, episodi 1x24-3x01-3x08 (2021-2022) - Brad Boimler
- My Adventures with Superman - serie animata, 10 episodi (2023) - Clark Kent / Superman

#### Videogiochi
- La Terra di Mezzo: L'ombra di Mordor (Middle-earth: Shadow of Mordor) – videogioco (2014)

## Riconoscimenti
- Astra Television Awards
  - 2024 - Candidatura al miglior attore in una serie drammatica in streaming per The Boys
- Critics' Choice Super Awards
  - 2021 - Candidatura al miglior doppiatore in una serie animata per Star Trek: Lower Decks
- IGN Summer Movie Awards
  - 2019 - Candidatura al miglior cast televisivo per The Boys (condiviso con Karl Urban, Antony Starr, Erin Moriarty, Dominique McElligott, Jessie T. Usher, Laz Alonso, Chace Crawford, Tomer Capone, Karen Fukuhara, Nathan Mitchell ed Elisabeth Shue)
  - 2020 - Candidatura al miglior cast televisivo per The Boys (condiviso con Karl Urban, Antony Starr, Erin Moriarty, Dominique McElligott, Jessie T. Usher, Laz Alonso, Chace Crawford, Tomer Capone, Karen Fukuhara, Nathan Mitchell e Colby Minifie)
- MTV Movie & TV Awards
  - 2021 - Candidatura al miglior eroe per The Boys
- Pena de Prata
  - 2021 - Candidatura al miglior cast in una miniserie o serie antologica o speciale televisivo per Assolo (condiviso con Morgan Freeman, Anne Hathaway, Uzo Aduba, Anthony Mackie, Dan Stevens, Helen Mirren, Constance Wu, Nicole Beharie, Sanaa Lathan)

## Doppiatori italiani
Nelle versioni in italiano delle opere in cui ha recitato, Jack Quaid è stato doppiato da:
- Flavio Aquilone in La truffa dei Logan, The Boys, Scream, Scream VI, Star Trek: Strange New Worlds, Mr. Morfina, Capi di Stato in fuga
- Luca Mannocci in Vinyl, Oppenheimer
- Marco Vivio in Ithaca - L'attesa di un ritorno
- Marco Baroni in Rampage - Furia animale
- Davide Perino in Companion

Da doppiatore è sostituito da:
- Emanuele Ruzza in La Terra di Mezzo: L'ombra di Mordor
- Federico Viola in Harvey Girls per sempre![12]
- Flavio Aquilone in Star Trek: Lower Decks
- Gabriele Sabatini in Assolo